# Кліщівнянська сільська рада
| Кліщівнянська сільська рада — орган місцевого самоврядування у Рогатинському районі Івано-Франківської області з адміністративним центром у с. Кліщівна. Утворена 21 лютого 1995 року. Водоймища на території, підпорядкованій даній раді: річка Гнила Липа. Сільській раді підпорядковані населені пункти: - с. Кліщівна |

## Склад ради
Рада складається з 15 депутатів та голови.

### Керівний склад ради
| ПІБ                       | Основні відомості                                                 | Дата обрання | Дата звільнення |
| ------------------------- | ----------------------------------------------------------------- | ------------ | --------------- |
| Ворона Михайло Омелянович | Сільський голова, 1959 року народження, освіта, безпартійний      | 26.03.2006   | 31.10.2010      |
| Ворона Михайло Омелянович | Сільський голова, 1959 року народження, освіта вища, безпартійний | 31.10.2010   |                 |

Примітка: таблиця складена за даними джерела